# Tupac Shakur
Tupac Amaru Shakur (Harlem del Este, 16 de junio de 1971-Las Vegas, 13 de septiembre de 1996), conocido como 2Pac o Makaveli, fue un rapero y actor estadounidense. Es considerado por muchos como uno de los raperos más importantes de todos los tiempos, y más influyentes de la historia del rap. Gran parte de la obra de Shakur se ha destacado por abordar los problemas sociales que plagaban los centros urbanos, por lo cual también es considerado un símbolo de resistencia y activismo contra la desigualdad.
Nació en el distrito de Manhattan de la ciudad de Nueva York, pero en 1988 se trasladó al área de la Bahía de San Francisco. Más tarde, hacia 1993, se trasladó a Los Ángeles para continuar con su carrera musical. Inicialmente, Shakur estuvo de gira y fue bailarín de apoyo del grupo del hip-hop alternativo Digital Underground. En 1991, tras lanzar su primer álbum 2Pacalypse Now, se convirtió en una figura central del West Coast hip hop, introduciendo temas sociales en el género en un momento en que el gangsta rap era la corriente dominante. Shakur alcanzó un mayor éxito comercial y de crítica con sus siguientes álbumes: Strictly 4 My N.I.G.G.A.Z.. (1993) y su aclamado por la crítica Me Against the World (1995), que ha sido considerado como su obra maestra.
A finales de 1995, después de ser condenado por abuso sexual y ser víctima de un robo y tiroteo, Shakur se involucró fuertemente en la creciente rivalidad entre el hip hop de la costa este y oeste. Su álbum doble All Eyez on Me (1996) fue certificado como disco de Diamante por la Recording Industry Association of America (RIAA). El 7 de septiembre de 1996, Shakur recibió cuatro disparos de un asaltante desconocido en un drive-by en Las Vegas; murió seis días después y el tirador nunca fue capturado. The Notorious B.I.G., amigo de Shakur y más tarde, su mayor rival, fue considerado sospechoso al principio, pero también fue asesinado en otro drive-by varios meses después. Desde su muerte han sido lanzados cinco álbumes póstumos, todos ellos certificados como disco de platino.
Shakur es uno de los artistas musicales con mayores ventas de todos los tiempos, habiendo vendido más de 75 millones de discos en todo el mundo. En 2002 fue incluido en el Salón de la Fama del Hip-Hop. En 2017 fue incluido en el Salón de la Fama del Rock and Roll durante su primer año de elegibilidad. Además, la revista Rolling Stone incluyó a Shakur en su lista de los 100 mejores artistas de todos los tiempos, ocupando el puesto 86.
Fuera de la música, Shakur tuvo un éxito considerable como actor, con sus papeles estelares como Bishop en Juice (1992), Lucky en Poetic Justice (1993), donde actuó junto a Janet Jackson, Ezekiel en Gridlock'd (1997), y Jake en Gang Related (1997); obteniendo en todas ellas elogios de la crítica.

## Primeros años
Tupac Shakur nació con el nombre Lesane Parish Crooks, el 16 de junio de 1971, en East Harlem, distrito de Manhattan, Nueva York, pero fue renombrado a la edad de un año, en honor a Túpac Amaru II —descendiente del último gobernante incaico, Túpac Amaru—, quien fue ejecutado en Perú en 1781, luego de su fallida revuelta contra el dominio español.
La madre de Shakur explicó: «Quería que tuviera nombre de revolucionario de los pueblos indígenas del mundo. Quería que supiera que era parte de la cultura mundial y no sólo de un barrio». Shakur tuvo un hermanastro mayor, Mopreme Komani Shakur, y una media hermana, Sekyiwa, dos años menor que él. Sus padres, Afeni Shakur —nacida como Alice Faye Williams en Carolina del Norte— y su padre biológico, Billy Garland, habían sido miembros activos del Partido Pantera Negra en Nueva York a finales de la década de 1960 y comienzos de la de 1970.

### Herencia de los Panteras
Un mes antes del nacimiento de Shakur, su madre fue juzgada en la ciudad de Nueva York como parte del juicio penal contra los 21 Panteras, en el juicio tuvo que defenderse a sí misma. Fue absuelta de más de 150 cargos, en resumen: «Conspiración contra el gobierno de los Estados Unidos y monumentos de Nueva York». Otros miembros de la familia que estuvieron más involucrados en el Ejército de Liberación Negra de los Panteras Negras fueron condenados por delitos graves y encarcelados.
El padrino de Shakur, Elmer Geronimo Pratt, quien era un Pantera de alto rango, fue declarado culpable de asesinar a un maestro escolar durante un robo en 1968, aunque su sentencia fue revocada. En 1982, su padrastro Mutulu Shakur pasó cuatro años entre los diez fugitivos más buscados por el FBI por ayudar a la tía y madrina de Tupac, Assata Shakur, a fugarse de la prisión de Nueva Jersey en 1979. Tras ser capturado en 1986, Mutulu fue condenado y encarcelado por el robo de un camión blindado de Brinks en 1981, durante el cual fueron asesinados dos agentes de policía y un guardia.

### Años escolares
En 1984, la familia de Shakur se mudó de Nueva York a Baltimore, Maryland. Cursó el octavo grado en la Escuela Secundaria Roland Park, y luego dos años en la Escuela Secundaria Paul Laurence Dunbar. Tras ser transferido a la Escuela de Artes de Baltimore, estudió actuación, poesía, jazz y ballet. Actuó en las obras de Shakespeare —luego recordaría que representan temas atemporales, ahora vistos en las guerras de pandillas— e interpretó el papel del Rey de los ratones en el ballet El Cascanueces. Con su amiga Dana Mouse Smith como beatbox, ganó concursos de mejor rapero de la escuela. Su humor característico le permitía mezclarse con todas las multitudes, y de adolescente escuchó a músicos como Kate Bush, Culture Club, Sinéad O'Connor y U2.
En la escuela secundaria de artes de Baltimore, Shakur se hizo amigo de Jada Pinkett, quien se convertiría la inspiración de algunos de sus poemas. Después de su muerte, ella diría que Shakur fue «uno de mis mejores amigos. Era como un hermano. Iba más allá de nuestra amistad. El tipo de relación que tuvimos, sólo se consigue una vez en la vida». Al entrar en contacto con la Liga Juvenil Comunista de los Estados Unidos de Baltimore, Shakur salió con la hija del director de la sede local del Partido Comunista de EE. UU. En 1988, Shakur se trasladó a Marin City, California, una pequeña y empobrecida comunidad a unas cinco millas (ocho kilómetros) al norte de San Francisco, y en la cercana Mill Valley, asistió a la Instituto Tamalpais, donde actuó en varias producciones teatrales.

## Carrera
En enero de 1991, Shakur debutó como rapero a escala nacional bajo el nombre artístico de 2Pac, invitado en el sencillo «Same Song» del grupo de rap Digital Underground; tema que también apareció en la banda sonora de la película Nothing but Trouble de febrero de 1991.
Los primeros dos álbumes solistas de 2Pac, 2Pacalypse Now de noviembre de 1991 y Strictly 4 My N.I.G.G.A.Z... de febrero de 1993, precedieron al único álbum homónimo de su grupo secundario, Thug Life, lanzado en septiembre de 1994 con su propia participación. El rapero y productor Stretch participó en los tres álbumes anteriores de 2Pac.
Su tercer álbum solista, Me Against the World de marzo de 1995, presenta al grupo de raperos Dramacydal, que en el cuarto álbum solista de 2pac se transformará en Outlawz. El cuarto álbum solista y último en vida de 2Pac, All Eyez on Me de febrero de 1996, también cuenta, entre sus numerosos invitados, con el miembro de Thug Life, Big Syke.
No obstante, otro álbum en solitario ya estaba terminado: The Don Killuminati: The 7 Day Theory. Lanzado en noviembre de 1996 bajo el nombre artístico de Makaveli, es un álbum de estudio que fue grabado durante una semana en el mes de agosto.
Los álbumes póstumos, todos ellos producciones de archivo, son los siguientes: RU Still Down? (1997), Greatest Hits (1998), Still I Rise (1999), Before the End of Time (2001), Better Dayz (2002), Loyal to the Game (2004), Pac's Life (2006).

### Comienzos: 1989-1991
Shakur comenzó a grabar en 1989 usando el nombre artístico de MC New York. Ese año mismo año comenzó a asistir a las clases de poesía de Leila Steinberg, quien pronto se convirtió en la representante del incipiente artista musical.
Steinberg organizó un concierto con el grupo de rap de Shakur, Strictly Dope, y logró que el joven rapero firmara con Atron Gregory, representante del grupo de rap Digital Underground. En 1990, Gregory introdujo a Shakur en Underground como roadie y bailarín de respaldo.
Debutó bajo el nombre artístico de 2Pac en el sencillo del grupo «Same Song» de enero de 1991, que encabezó el EP del grupo lanzado ese mismo mes bajo el título This Is an EP Release, y en el que 2Pac tuvo una aparición en el video musical. El tema también fue incluido en la banda sonora de la película Nothing but Trouble de febrero de 1991, con Dan Akroyd, John Candy, Chevy Chase y Demi Moore.

### Estrella en ascenso: 1992-1993
El álbum debut de 2Pac, 2Pacalypse Now —en alusión a la película Apocalypse Now de 1979— lanzado en noviembre de 1991, tuvo tres sencillos. Algunos raperos prominentes como Nas, Eminem, Game y Talib Kweli lo citan como fuente de inspiración. Además de «If My Homie Calls», los sencillos «Trapped» y «Brenda's Got a Baby» describen de forma poética las luchas individuales en la desigualdad socioeconómica. Pero cuando un abogado defensor de Texas con un joven cliente que le había disparado a un agente estatal razonó que el acusado había estado escuchando el álbum, que alude la brutalidad policial, se desató la controversia.
El entonces vicepresidente de los Estados Unidos, Dan Quayle, reaccionó parcialmente: «No hay razón para que se publique un disco como este. No tiene lugar en nuestra sociedad». Shakur, al encontrarse incomprendido, explicó, en parte: «solo quería rapear sobre cosas que afectaban a los jóvenes negros. Cuando dije eso, no sabía que quedaría atado a tomar todos los golpes contundentes dirigidos a los jóvenes negros, que sería el centro de ataques de los medios a los jóvenes negros». En cualquier caso, 2Pacalypse Now recibió certificación de Oro con medio millón de copias vendidas. En total, el disco se asienta bien con el rap socialmente consciente, abordando las preocupaciones negras urbanas, que aún prevalecían en el rap de ese momento.
El segundo álbum de 2Pac, Strictly 4 My N.I.G.G.A.Z..., llegó en febrero de 1993; un avance crítico y comercial, debutó en el puesto número 24 en la lista de álbumes pop del el Billboard 200. Siendo más acérrimo en general, enfatiza los puntos de vista sociopolíticos de Shakur y tiene una calidad de producción metálica; de hecho cuenta con Ice Cube, el famoso creador principal de «Fuck tha Police» de N.W.A., quien en sus propios álbumes en solitario se había vuelto militantemente político, y el rapero gangsta de Los Ángeles, Ice-T, quien en junio de 1992 había provocado controversia con el tema «Cop Killer» de su banda de heavy metal Body Count.
De hecho, en su lanzamiento en vinilo, el lado A, pistas 1 a 8, está etiquetado como «Black Side» [Lado negro], mientras que el lado B, pistas 9 a 16, como «Dark Side» [Lado oscuro]. No obstante, el álbum contiene el sencillo «I Get Around», un himno de fiesta que cuenta con los miembros de Digital Underground Shock G y Money-B, y que representaría el avance popular de 2Pac; alcanzando el puesto 11 en la lista de sencillos pop del Billboard Hot 100. Además, conlleva la compasión optimista de otro éxito, «Keep Ya Head Up», alentando a las mujeres. Este álbum sería disco de platino con un millón de copias vendidas y, a partir de 2004, el álbum Strictly ocuparía el décimo lugar en ventas entre los álbumes 2Pac, incluyendo los álbumes póstumos y de compilación, con alrededor de 1 366 000 copias.

### Estrellato: 1994-1995

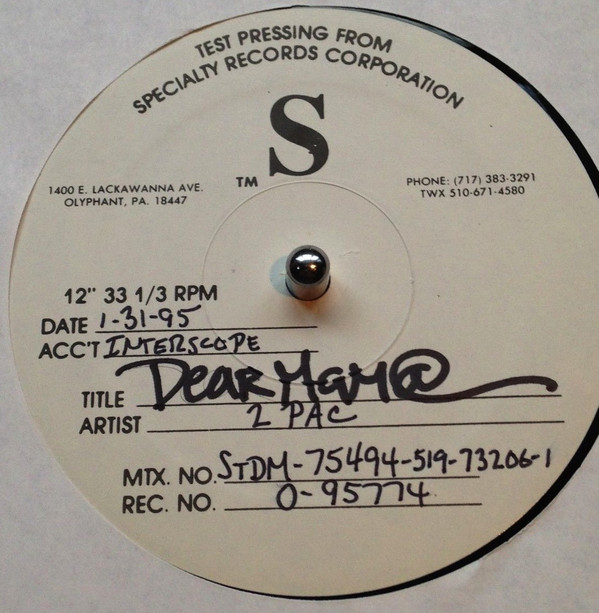
Disco de prueba del sencillo de «Dear Mama»: el sencillo de platino está entre las mejores canciones de la historia del hip-hop.

A finales de 1993, Shakur formó el grupo Thug Life con Tyrus Big Syke Himes, Diron Macadoshis Rivers, su hermanastro Mopreme Shakur, y Walter Rated R Burns. Thug Life lanzó un único álbum, Thug Life: Volume 1, el 11 de octubre de 1994, y fue certificado con disco de oro. Incluye el sencillo «Pour Out a Little Liquor», producido por Johnny J Jackson, quien también produciría gran parte del álbum All Eyez on Me de Shakur. Usualmente, Thug Life se presentó en vivo sin Shakur. La canción «Pour Out a Little Liquor» aparece también en la banda sonora de la película Above the Rim de 1994. Pero debido a las fuertes críticas que entonces recibía el gangsta rap, la versión original del álbum fue descartada y el álbum se rehízo con pistas en su mayoría nuevas. Aun así, junto con Stretch, Shakur interpretaría el primer sencillo planeado, «Out on Bail» —que nunca fue lanzado—, en los Source Awards de 1994.
El tercer álbum de 2Pac, que llegó en marzo de 1995 como Me Against the World, es ahora aclamado como su obra maestra y comúnmente se encuentra entre los mejores y más influyentes álbumes de rap. El álbum vendió 240 000 copias en su primera semana, estableciendo un récord de ventas en la primera semana para un rapero solista. El primer sencillo, «Dear Mama», que llegó en febrero con el lado B «Old School», fue el sencillo más exitoso del álbum, encabezó la lista Hot Rap Singles de Billboard y alcanzó el puesto 9 en la lista de sencillos pop del Billboard Hot 100. En julio, fue certificado como disco de platino y ocupó el puesto 51 en las listas de fin de año. El segundo sencillo, «So Many Tears», lanzado en junio, alcanzó el puesto 6 en la lista Hot Rap Singles y el 44 en el Hot 100. Agosto trajo el último sencillo, «Temptations», alcanzando el puesto 68 en el Hot 100, el 35 en los Hot R&B/Hip-Hop Singles & Tracks, y el 13 en el Hot Rap Singles. En los premios Soul Train Music Awards de 1996, Shakur ganó por el mejor álbum de rap. En 2001, ocupó el cuarto lugar entre sus álbumes más vendidos, con aproximadamente 3 524 567 copias vendidas en los Estados Unidos.

### Superestrella: 1995-1996
Shakur dijo que apenas escribió una canción mientras estuvo encarcelado de febrero a octubre de 1995. En cambio, se dedicó al tratado El Príncipe del teórico político Nicolás Maquiavelo y al tratado El Arte de la Guerra del estratega militar Sun Tzu. Su esposa Keisha Morris contactó a Suge Knight de Death Row Records a nombre suyo para informarle que el rapero, quien estaba en una situación financiara complicada, estaba necesitando ayuda, ya que su madre estaba a punto de perder su casa. En agosto, después de enviarle US$15 000, Suge comenzó a visitar a Shakur en prisión. En una de sus cartas a Nina Bhadreshwar,  quien había sido contratada recientemente para editar una revista planeada —Death Row Uncut—, Shakur le comenta sus planes de comenzar un «nuevo capítulo». Finalmente, el periodista musical Kevin Powell diría que Shakur, una vez liberado, estaba más agresivo, «parecía una persona completamente transformada».

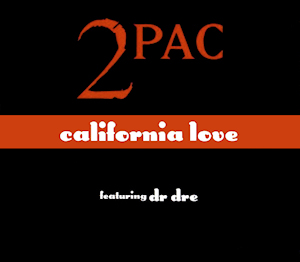
«California Love» es una de las canciones más exitosas y conocidas de Shakur, llegó a encabezar el Billboard Hot 100 y recibió dos nominaciones a los premios Grammy.

El cuarto álbum de 2Pac, All Eyez on Me, fue lanzado el 13 de febrero de 1996. Compuesto de dos discos, básicamente fue el primer álbum doble de rap —reuniendo dos de los tres álbumes que debían estar en el contrato de Shakur con Death Row— e incluyó cinco sencillos, mientras que quizás marcaba el pico del rap de los noventa. Con una producción sobresaliente, el álbum tiene más pistas de fiesta y a menudo un tono triunfal. Fue el segundo álbum de 2Pac en alcanzar el número 1 tanto en la lista Top R&B/Hip-Hop Albums como en la lista de álbumes pop del Billboard 200, vendiendo 566 000 copias en su primera semana y obteniendo la certificación 5× multiplatino en abril. «How Do U Want It» y «California Love» alcanzaron el número 1 en el Billboard Hot 100. En los premios Soul Train Awards de 1997, ganó en R&B/Soul or Rap Álbum of the Year. En la entrega 24 de los American Music Awards, Shakur ganó en la categoría Favorite Rap/Hip-Hop Artist. El álbum fue certificado 9× multiplatino en junio de 1998, y 10× en julio de 2014.
El quinto y último álbum de estudio de Shakur, The Don Killuminati: The 7 Day Theory, comúnmente llamado como The 7 Day Theory, fue lanzado bajo un nuevo nombre artístico, Makaveli. Este álbum fue creado en un tiempo total de siete días durante agosto de 1996. Las letras fueron escritas y grabadas en tres días, y la mezcla tomó otros cuatro días. En 2005, MTV.com clasificó a The 7 Day Theory en el número 9 entre los mejores álbumes de hip hop de todos los tiempos, y en 2006 como álbum clásico. Su singular intensidad, a través del dolor y la ira, la contemplación y la venganza, resuena entre muchos fanáticos. Pero de acuerdo con George Papa G Pryce, el entonces director de relaciones públicas de Death Row Records, el álbum estaba destinado a ser «underground» y «no iba a salir realmente», pero finalmente «salió después de que Tupac fue asesinado». Alcanzó el puesto número 1 tanto en la lista Top R&B/Hip-Hop Albums de Billboard como en el Billboard 200, y fue el segundo debut más alto en ventas en la primera semana que cualquier álbum ese año. El 15 de junio de 1999, recibió la certificación 4× multiplatino.

## Carrera cinematográfica

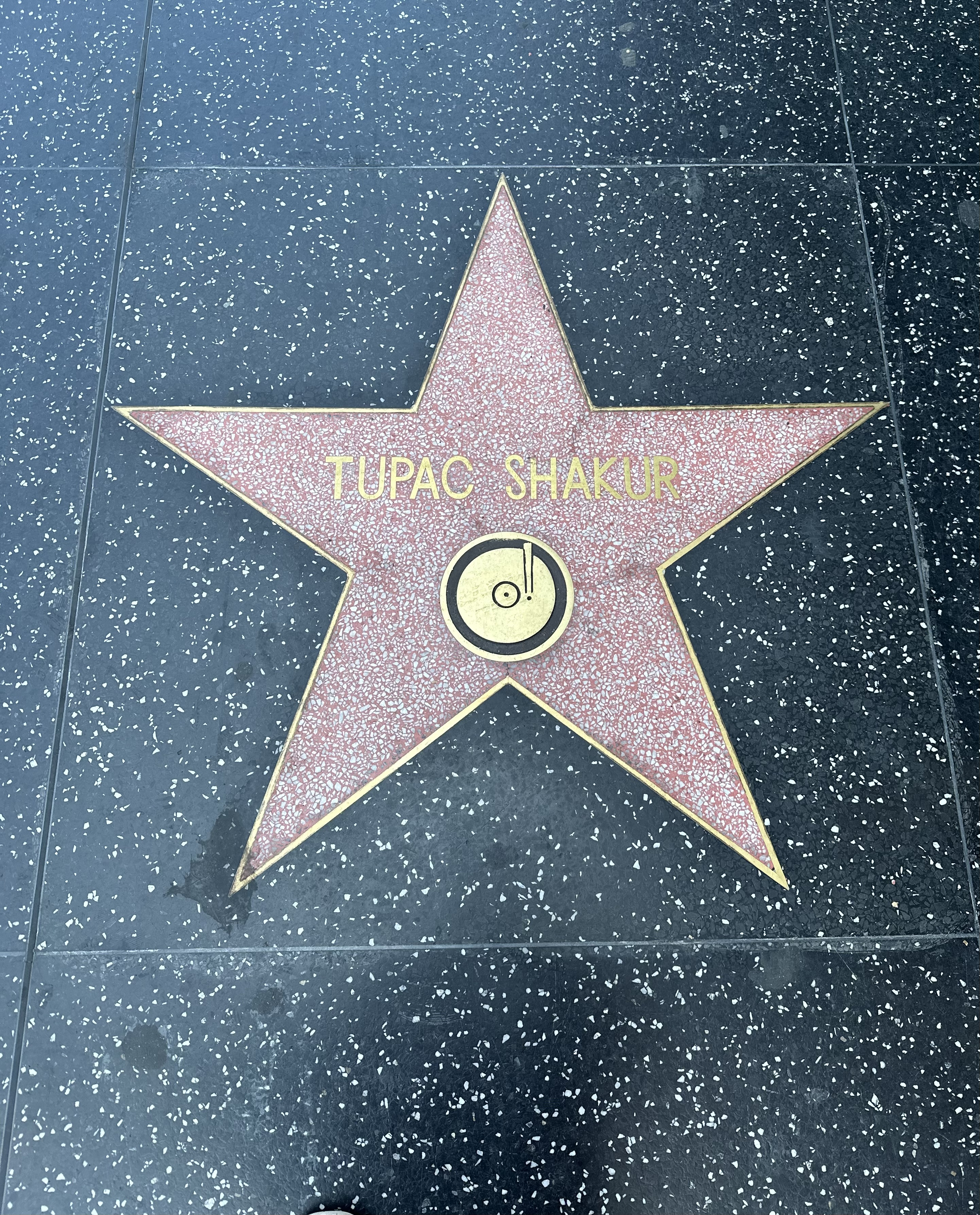
La estrella de Tupac Shakur en el paseo de la fama de Hollywood

La primera aparición de Shakur en el cine fue en 1991, en un cameo de Digital Underground en la película Nothing but Trouble. Sin embargo, en 1992, protagonizó Juice interpretando a Roland Bishop, un pandillero violento que, según Peter Travers de Rolling Stone, fue «la figura más magnética de la película».
Más tarde, en 1993, Shakur protagonizó junto a Janet Jackson la película romántica Poetic Justice de John Singleton. Luego interpretó a otro gánster, Birdie, en Above the Rim. Poco después de la muerte de Shakur, se estrenaron tres películas más protagonizadas por él: Bullet (1996), Gridlock'd (1997) y Gang Related (1997).
El director Allen Hughes había elegido a Shakur para interpretar el papel de Sharif en la película Menace II Society de 1993, pero lo reemplazó una vez que Shakur lo agredió en el set. Sin embargo, en 2013, Hughes estimó que Shakur habría eclipsado a los otros actores, «porque era más popular que la película». Por otra parte, el director John Singleton había pensado originalmente en Shakur para el papel principal de su eventual película Baby Boy de 2001, pero terminó siendo interpretado por Tyrese Gibson. En última instancia, la escenografía cuenta con un mural de Shakur en el dormitorio del protagonista, y la banda sonora de la película incluye la canción «Hail Mary» de 2Pac.

## Vida personal

### Relaciones personales
En su adultez, Shakur continuó entablando amistades con personas de diversos orígenes; sus amigos iban desde Mike Tyson y Chuck D a Jim Carrey y Alanis Morissette, quien en abril de 1996 dijo que ella y Shakur planeaban abrir un restaurante juntos. En abril de 1995, al comienzo de su sentencia de prisión, Shakur se casó con su entonces novia de larga data Keisha Morris. El matrimonio terminó oficialmente en marzo de 1996. Durante los cuatro meses previos a su muerte, Shakur vivió con su novia Kidada Jones, hija del productor discográfico Quincy Jones y la actriz Peggy Lipton.
El éxito creciente de Shakur por aquel entonces llevó a que diseñadores de moda como Gianni Versace se fijaran en él. En 1995, Versace lo invitó personalmente a caminar en su show de otoño/invierno de 1996-1997, y el artista aceptó la invitación. Unos meses antes de su muerte, Shakur bajó la pasarela de Versace en Milán vestido con un traje de colección de terciopelo dorado junto a su novia Kidada Jones, e hizo una presentación en vivo de «California Love».
En 1994, Shakur se había pronunciado en contra del matrimonio interracial —motivo por el cual presuntamente rompió su relación con Madonna, mantenida entre 1994 y 1995—, pero se retractó de estos comentarios, ya que la propia Kidada había nacido de un matrimonio interracial. Fue ella quien lo acompañó durante su muerte. Algunas de las letras de las canciones de Shakur sugieren una creencia en un dios, quizás en un sentido deísta. Aparentemente no creía en el Cielo y el Infierno como se lo representa, tal vez creía en el karma.

### Casos criminales
En octubre de 1991, Shakur presentó una demanda de US$10 millones contra el Departamento de Policía de Oakland por presuntamente haberlo brutalizado tras cruzar la calle imprudentemente. El caso se resolvió por alrededor de US$43 000. Sin embargo, a partir de entonces, se vería involucrado en una serie de casos en los que fue acusado de infligir daño. 

#### Disparos contra Qa'id Walker-Teal
El 22 de agosto de 1992, Shakur se presentó en un festival al aire libre en Marin City. Una hora después aproximadamente, firmó autógrafos y posó para fotos.
Presuntamente, una vez que estalló el conflicto, Shakur sacó y dejó caer una Colt Mustang portada legalmente, pero alguien que estaba con él la recogió y la disparó accidentalmente; a unos 100 o 90 metros, Qa'id Walker-Teal, un niño de 6 años, recibió un disparo mortal en la frente mientras andaba en su bicicleta en el patio de una escuela.
La policía encontró una coincidencia entre la bala y una pistola calibre 38 registrada a nombre de Shakur. Su hermanastro Maurice Harding fue arrestado, pero no se presentaron cargos, puesto que la falta de testigos obstaculizó la acusación. En 1995, la madre de Qa'id presentó una demanda por homicidio culposo contra Shakur, y se resolvió por un acuerdo de entre US$300 000 y US$500 000.

#### Tiroteo con dos policías
En octubre de 1993, en Atlanta, los hermanos Mark Whitwell y Scott Whitwell, ambos policías fuera de servicio, salieron a celebrar con sus esposas la aprobación del examen estatal del colegio de abogados de una de ellas. Los oficiales, posiblemente alcoholizados, cruzaron la calle mientras pasaba un vehículo que transportaba a Shakur y presuntamente casi los atropella... Los Whitwell, que tiempo después se descubrió que habían robado sus armas, discutieron con los ocupantes del vehículo, y pronto se les unió un segundo vehículo. Finalmente, Shakur le disparó a un oficial en sus glúteos y al otro en una pierna, la espalda o el abdomen. Shakur fue acusado por los disparos, y Mark Whitwell fue acusado de dispararle al vehículo de Shakur y de mentir en la investigación. Los fiscales retiraron todos los cargos contra las partes.

#### Condenas por agresión
El 5 de abril de 1993, Shakur fue acusado de asalto criminal por presuntamente haber arrojado un micrófono y haber intentado pegarle con un bate de béisbol al rapero Chauncey Wynn del grupo M.A.D., durante un concierto en la Universidad Estatal de Míchigan. El 14 de septiembre de 1994, Shakur se declaró culpable de delito menor y fue sentenciado a 30 días de cárcel; veinte de ellos fueron suspendidos y fue condenado a 35 horas de servicio comunitario.
Shakur iba a protagonizar a Sharif en la película Menace II Society de 1993 de los hermanos Hughes, pero fue reemplazado por el actor Vonte Sweet después de que presuntamente agrediera a Allen Hughes, uno de sus directores. A comienzos de 1994, Shakur cumplió 15 días de cárcel una vez que fue declarado culpable de agresión. La evidencia de la fiscalía incluyó una entrevista de Yo! MTV Raps donde Shakur se jacta de haber «golpeado al director de Menace II Society».

#### Condena por agresión sexual
En noviembre de 1993, Shakur y otros tres hombres fueron acusados en Nueva York de agredir sexualmente a una mujer en su habitación de hotel. La mujer, Ayanna Jackson, alegó que después de practicarle sexo oral consensuado a Shakur en su cuarto de hotel, regresó un día después, pero fue violada por él y otros hombres. Durante una entrevista en The Arsenio Hall Show, Shakur dijo que estaba dolido porque «una mujer me acusara de haberle quitado algo».
El 1 de diciembre de 1994, negando que él mismo la hubiera violado, Shakur fue declarado culpable por abuso sexual en primer grado, pero fue absuelto de los cargos asociados por sodomía y porte de armas. En febrero de 1995 fue condenado de dieciocho meses a cuatro años y medio de prisión por un juez que alegó que fue «un acto de violencia brutal contra una mujer indefensa». El 12 de octubre de 1995, a la espera de la apelación judicial, Shakur fue liberado del Centro Correccional de Clinton una vez que Suge Knight, CEO de Death Row Records, acordó el pago de su fianza de US$1.4 millones. El 5 de abril de 1996, Shakur fue sentenciado a 120 días de cárcel por violar sus términos de liberación tras no presentarse a un trabajo de limpieza de carreteras. Pero el 8 de junio, su sentencia fue aplazada mediante recursos de apelación pendientes en otros casos.

### Intentos de asesinato

#### Noviembre de 1994
El 29 de noviembre de 1994, Shakur estaba en Nueva York grabando unos versos para un mixtape de Ron G. Fue distraído varias veces por llamadas del representante musical James Jimmy Henchman Rosemond, quien presuntamente le había ofrecido US$7 000 para que pasara por los Quad Studios en Times Square esa noche y grabara un verso para su cliente Little Shawn. Shakur estaba desconfiado, pero como necesitaba dinero para compensar sus costos legales cada vez mayores aceptó el trabajo. Al llegar al vestíbulo del estudio con Stretch y uno o dos sujetos más, tres hombres iniciaron un robo a mano armada y Shakur fue baleado tras resistirse. Luego del incidente, Shakur especuló que el motivo principal del asalto era balearlo.
Tres horas después de la cirugía, Shakur salió del Bellevue Hospital Center en contra de las órdenes del médico. Al día siguiente, vendado y en una silla de ruedas, recibió en un tribunal de Manhattan el veredicto del jurado en su causa penal en curso por el incidente ocurrido en su habitación de hotel en noviembre de 1993: fue condenado por tres cargos de abuso sexual y absuelto de otros seis cargos, incluyendo sodomía y portación de armas.
En una entrevista realizada por la revista Vibe en 1995, Shakur acusó, entre otros, a Sean Combs, Jimmy Henchman, y Biggie de haber organizado o estar al tanto del robo y tiroteo de noviembre de 1994. Vibe reveló los nombres de los acusados. Cuando el séquito de Biggie bajó las escaleras, Shakur estaba siendo llevado en una camilla mientras le sacaba el dedo a los espectadores.
En marzo de 2008, Chuck Philips informó en Los Angeles Times sobre un presunto golpe ordenado contra Shakur. El periódico se retractó del artículo, ya que en parte se basaba en documentos del FBI —que luego se supo que eran falsos— suministrados por un hombre condenado por fraude. En junio de 2011, Dexter Isaac, un asesino convicto encarcelado en Brooklyn, confesó que había sido uno de los asaltantes que, por órdenes de Henchman, había robado y disparado a Shakur. Philips entonces nombró a Isaac como una de sus propias fuentes anónimas del artículo retractado.
Shakur se convenció de que Stretch estaba al tanto del inminente golpe. Presente durante su transcurso, Stretch había mostrado una tolerancia y una exención atípicas según Shakur. Pero Shakur más bien acusó a James Jimmy Henchman Rosemond de organizar el golpe. Además, Shakur estaba convencido de que el círculo íntimo del sello discográfico Bad Boy estaba al tanto, especialmente su rapero estrella Christopher Biggie Wallace y el jefe del sello Sean Puffy Combs, quienes aparentemente eran sus amigos.

#### Death Row firma con Shakur
En 1995, Shakur, quien se encontraba encarcelado, quebrado, y con su madre a punto de perder su casa, le pidió a su esposa Keisha Morris que se comunicara con Marion Suge Knight, el jefe de Death Row Records en Los Ángeles. Presuntamente, Shakur recibió rápidamente US$15 000. Después de una visita al Centro Correccional de Clinton en el norte del estado de Nueva York en agosto, Suge viajó a la ciudad de Nueva York para unirse al séquito de Death Row para la segunda ceremonia anual de los Source Awards. Ya conocido por sus tácticas intimidatorias en la escena del rap de Los Ángeles, Suge usó su breve tiempo en el escenario para principalmente menospreciar a Sean Puff Daddy Combs, jefe de Bad Boy Entertainment —sello que en ese entonces lideraba la escena del rap en Nueva York—, quien se presentaba habitualmente con sus propios artistas. Antes de cerrar con un breve comentario de apoyo a Shakur, Suge invitó a los artistas que buscaban el foco de la atención a unirse a Death Row. Finalmente, Puff recordó que para evitar una severa represalia de su órbita en Bad Boy, se enfrentó rápidamente a Suge, cuya respuesta —referida a Jermaine Dupri de So So Def Recordings en Atlanta— fue lo suficientemente política como para aplacar el conflicto.
Aun así, entre los fanáticos, la rivalidad anteriormente difusa entre las dos únicas escenas de rap de los Estados Unidos había estallado instantáneamente. Y mientras estaba en Nueva York, Suge visitó Uptown Records, donde Puff, bajo la dirección su fundador Andre Harrell, se había iniciado en el negocio de la música a través de una pasantía. Aparentemente, sin pagarle a Uptown, Suge obtuvo los lanzamientos de los principales reclutas de Puff en el sello, Jodeci, su productor DeVante Swing y Mary J. Blige, y todos ellos firmaron con la compañía gestora de Suge. El 24 de septiembre de 1995, durante una fiesta para Jermaine Dupri en el club nocturno Platinum House de Atlanta, un círculo de Bad Boy entró en una acalorada disputa con Suge y su amigo Jai Hassan-Jamal Big Jake Robles, miembro de la pandilla de los Bloods y guardaespaldas de Death Row. Según testigos presenciales, incluyendo un sheriff del condado de Fulton que trabajaba como portero del club nocturno, Puff había discutido acaloradamente con Suge dentro del club, y varios minutos después, fuera del club, fue el amigo de infancia y guardaespaldas de Puff, Anthony Wolf Jones, quien habría apuntado con un arma a Big Jake disparándole fatalmente mientras entraba al auto de Suge.
Los abogados de Puff y su guardaespaldas negaron cualquier implicación de sus clientes, mientras que Puff añadió que ni siquiera había estado con su guardaespaldas esa noche. Más de veinte años después, el caso sigue oficialmente sin resolverse. Sin embargo, Suge culpó a Puff de manera inmediata y persistente, consolidando la enemistad entre los dos jefes cuyos sellos discográficos dominaron los dos centros principales del género de rap. A finales de la década de 1990, el crecimiento del rap sureño en la corriente principal disiparía el paradigma Este-Oeste. Pero, mientras tanto, en octubre de 1995 Suge visitó nuevamente a Shakur en prisión violando su libertad condicional. Suge pagó una fianza de US$1.4 millones por Shakur, quien, con la apelación de su condena de diciembre de 1994 aún pendiente, regresó a Los Ángeles y se unió a Death Row. El 4 de junio de 1996, se lanzó el lado B «Hit 'Em Up» de 2Pac. En esta diatriba venenosa, el proclamado «asesino de Bad Boy» amenazaba con vengarse violentamente de todas las cosas que Bad Boy —Biggie, Puffy, Junior M.A.F.I.A., y la compañía— y cualquiera en la escena del rap de Nueva York, como el dúo de rap Mobb Deep y el rapero Chino XL, habían dicho supuestamente en su contra durante la disputa.

## Colaboraciones

### Escena de Nueva York de los noventa
En 1991, 2Pac debutó en el nuevo sello discográfico Interscope Records, que poco sabía sobre el rap. Hasta ese año, era Ruthless Records, el sello formado en 1986 en Compton, condado de Los Ángeles, quien había priorizado el rap, y su grupo N.W.A. había llevado al gangsta rap a ventas de platino. Pero las letras de N.W.A., escandalosamente violentas impidieron el avance de la corriente principal. Por otro lado, el sello Profile Records de la ciudad de Nueva York, también especializado en rap, tuvo un gran avance pop en 1986: «Walk This Way» de Run-D.M.C. En abril de 1991, N.W.A. se disolvió mediante Dre, quien luego de su partida fundó Death Row Records con Suge Knight en la ciudad de Los Ángeles. Con sus primeros dos álbumes, Death Row se convirtió en el primer sello discográfico que, además de priorizar el rap, lanzó regularmente éxitos de pop dentro del género.
El álbum The Chronic de Dre lanzado por Death Row a finales de 1992 —con su «Nuthin' but a 'G' Thang» omnipresente en la radio pop y «Let Me Ride» ganando un Grammy—, fue seguido por Doggystyle de Snoop Dogg a finales de 1993. Nada menos que el gangsta rap impulsó por primera vez a la costa oeste por delante de Nueva York en la escena central del rap. Mientras tanto, en 1993, Andre Harrell de Uptown Records en Nueva York, despidió a su hombre estrella de A&R, Sean Puff Daddy Combs, más tarde conocido como P. Diddy. Puffy, mientras dejaba atrás sus destacados proyectos, Jodeci y Mary J. Blige —ambos de R&B—, incorporó a su propio y nuevo sello discográfico, Bad Boy Entertainment, al prometedor gangsta rapper Biggie Smalls, quien pronto también sería conocido como The Notorious B.I.G. Su álbum de debut, lanzado a finales de 1994 como Ready to Die, retornó rápidamente la atención del rap a Nueva York.

### Mundo del rap

#### Stretch y Live Squad
En 1988, Randy Stretch Walker junto con su hermano, apodado Majesty, y un amigo, debutaron con un EP como grupo de rap y equipo de producción, bajo el nombre Live Squad, en el barrio de Queens, Nueva York.  Durante sus primeros días con Digital Underground, Shakur conoció a Stretch, quien había aparecido en una canción del grupo del álbum Sons of the P de 1991. Tras convertirse rápidamente en amigos, Shakur y Stretch grabaron y se presentaron juntos a menudo. Tanto Stretch como Live Squad contribuyeron con pistas en los dos primeros álbumes de 2Pac, primero en noviembre de 1991, luego en febrero de 1993, y en el único álbum del grupo secundario de 2Pac, Thug Life, de septiembre de 1994.
El fin de la amistad entre Shakur y Stretch a fines de 1994, sorprendió la escena del rap de Nueva York. El álbum siguiente de 2pac, lanzado en marzo de 1995, no incluye a Stretch, y el álbum subsiguiente de febrero de 1996, tiene líneas que sugieren la muerte inminente de Stretch por traición. No surgiría ninguna evidencia pública objetiva para incriminar tangiblemente a Stretch por tiroteo contra Shakur, quien estaba con Stretch y otras dos personas, el 30 de noviembre de 1994 a las 12:30 a. m. aproximadamente. En cualquier caso, tras una sesión de producción de Live Squad para el segundo álbum del rapero de Queens, Nas, el vehículo de Stretch fue perseguido y recibió los disparos mortales alrededor de las 12:30 a. m. del 30 de noviembre de 1995.

#### Biggie y Junior M.A.F.I.A.
Entre 1993 y 1994, Biggie Smalls contribuyó con versos en varios sencillos como invitado, a menudo de R&B, como «What's the 411? Remix» de Mary J. Blige, creando grandes expectativas para su álbum debut. El perfeccionismo de Puffy, quien aún estaba formando su sello Bad Boy, extendió la grabación a 18 meses. En 1993, cuando visitó Los Ángeles, Biggie le pidió a un traficante de drogas local que le presentara a Shakur, quien luego lo recibió en su casa junto a sus amigos, invitándolos con comida, marihuana y entretenimiento. Biggie se quedaría en la casa de Shakur durante sus visitas posteriores a Los Ángeles, y cuando Shakur iba a Nueva York, visitaba Brooklyn y pasaba tiempo con Biggie y su círculo.
En este período, Shakur invitaba a Biggie al escenario durante sus shows en vivo para rapear con él y Stretch. Grabaron juntos las canciones «Runnin' from the Police» y «House of Pain». Según se informa, Biggie le pidió a Shakur que lo representara, pero este le aconsejó que Puffy lo haría una estrella. Entretanto, el estilo de vida de Shakur era comparativamente lujoso, mientras que Biggie parecía seguir usando el mismo par de botas durante quizás un año. Shakur le dio la bienvenida a Biggie para que se uniera a su grupo secundario Thug Life. Biggie, en cambio, formaría su propio grupo secundario, Junior M.A.F.I.A., con sus amigos de Brooklyn Lil' Cease y Lil' Kim, en Bad Boy.

### Bajo mundo
A pesar del «extraño» episodio de la muerte a balazos de Stretch, hay una teoría que incrimina a Ronald Tenad Washington como el perpetrador de este y del asesinato de Jam Master Jay de Run-D.M.C. en 2002. Según la teoría no verificada, Kenneth Supreme McGriff habría castigado al mentor de rap por haber grabado a 50 Cent —pese a habérselo prohibido—, luego de que la canción «Ghetto Qu'ran» de 1999 del joven rapero mencionara las actividades de la banda de drogas de Supreme en Queens, conocida como «Supreme Team». Supreme era más bien amigo de Irv Gotti, cofundador de Murder Inc Records, cuyo rapero Ja Rule se disputaría un lugar entre los raperos de Nueva York tras la muerte de Biggie en un tiroteo en Los Ángeles en marzo de 1997.

#### Haitian Jack
Según algunos relatos, el papel de Birdie, interpretado por Shakur en la película Above the Rim de 1994, había sido inspirado en el matón del bajo mundo neoyorquino Jacques Haitian Jack Agnant, un representante y promotor de raperos. Según se informa, Shakur lo conoció en un club nocturno de Queens, donde, al notarlo entre mujeres y champán, Shakur pidió una presentación. Al parecer, Biggie le aconsejó a Shakur que lo evitara, pero este ignoró la advertencia.
En noviembre de 1993, Shakur recibió la visita de una mujer en su habitación de hotel en Manhattan. Poco después, la mujer alegó que había sido agredida sexualmente por él y otros tres hombres en el lugar: su gerente de giras, Charles Fuller, de 24 años, un tal Ricardo Brown, de 30 años, y un tal «Nigel», quien luego sería sobreentendido como Haitian Jack. En noviembre de 1994, el caso de Jack se aclaró y se cerró con una declaración de delito menor sin encarcelamiento. En 2007, sería deportado por dispararle a alguien. Sin embargo, en noviembre de 1994, A. J. Benza, informó en el Daily News de Nueva York que Shakur había hablado de Jack en términos poco amistosos.

#### Jimmy Henchman
Por medio de Haitian Jack, Shakur conoció a James Jimmy Henchman Rosemond, otra figura formidable del bajo mundo que se convirtió en representante musical. El grupo Groove Theory de Bryce Wilson fue uno de sus primeros clientes. The Game y Gucci Mane fueron clientes posteriores. En 1994, un cliente menos conocido, que firmó con Uptown Records, fue el rapero Little Shawn, amigo de Biggie y Lil' Cease. Finalmente, Jack y Henchman se pelearían presuntamente disparándose el uno al otro en Miami. Henchman sería condenado a cadena perpetua por su gran red de narcotráfico. Pero supuestamente, a principios de la década de 1990, Jack y Henchman compartieron intereses, incluyendo la especialidad de robar y extorsionar a artistas musicales.

## Asesinato

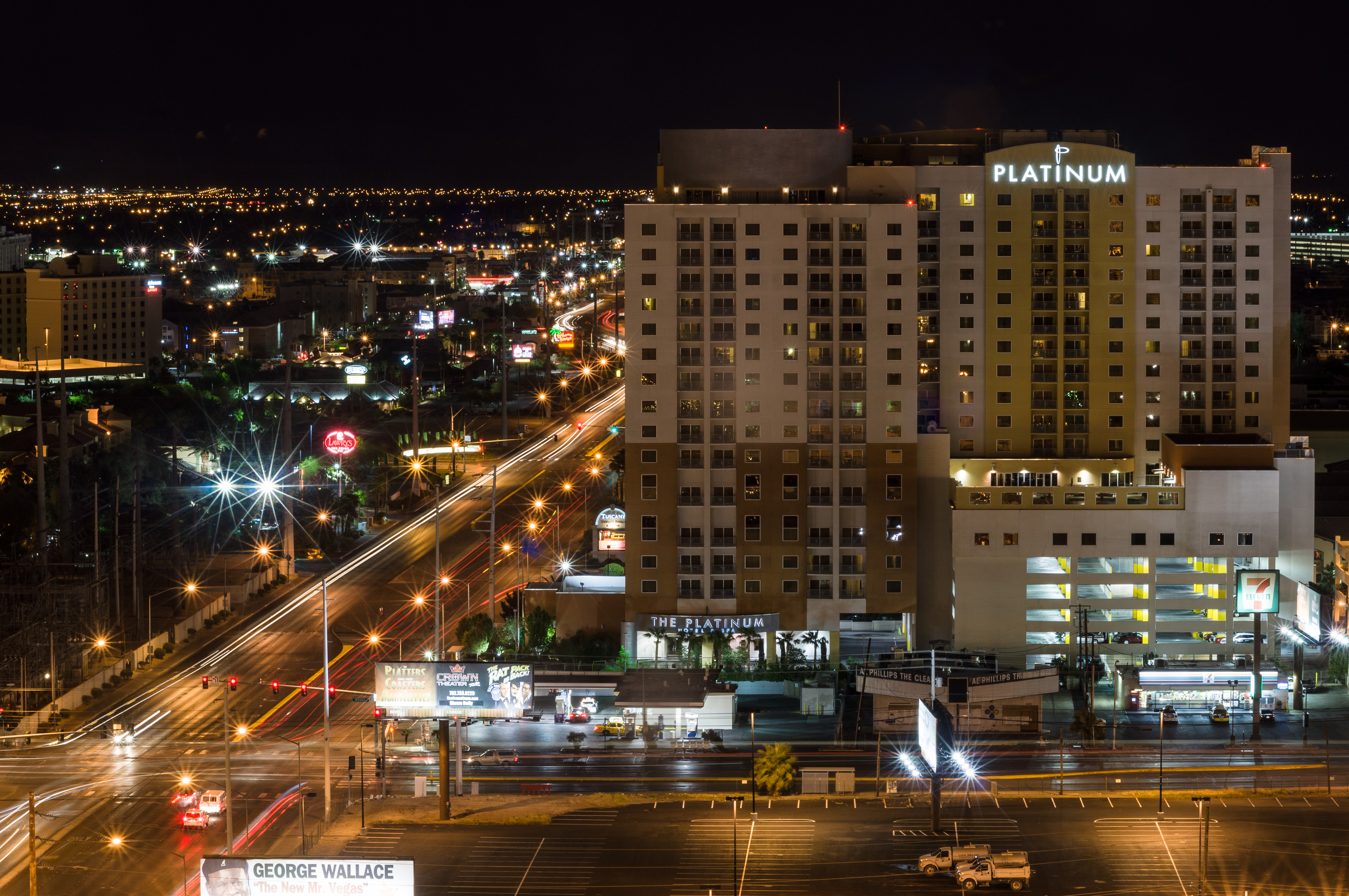
East Flamingo Road y Koval Lane, lugar donde ocurrió el asesinato.

En la noche del 7 de septiembre de 1996, Shakur estaba en Las Vegas, Nevada, celebrando el cumpleaños de su socio comercial Tracy Danielle Robinson, y asistió con Suge Knight al combate de boxeo entre Bruce Seldon vs. Mike Tyson en el MGM Grand. Más tarde, alguien de su grupo vio en el vestíbulo a Orlando Baby Lane Anderson, un presunto miembro de la crip Southside Compton, al que acusaba de haber intentado recientemente arrebatarle del cuello la cadena con el medallón de Death Row Records en un centro comercial. Las imágenes de vigilancia del hotel muestran la agresión resultante contra Anderson. Tras el incidente, Shakur pasó por su cuarto de hotel y luego se dirigió con Knight al club nocturno de Death Row, Club 662, en un BMW 750iL sedán negro, formando parte de un convoy más grande.
Alrededor de las 23:00 de la noche, unos policías en bicicleta detuvieron el vehículo en Las Vegas Boulevard por el alto volumen de su música y la falta de matrículas. Estas se encontraban en el maletero, por lo que el fueron liberados sin ser multados. Aproximadamente a las 11:15, mientras se detenían en un semáforo, un Cadillac sedán blanco de cuatro puertas y último modelo se detuvo en el lado derecho del vehículo de Knight, y un ocupante que venía a bordo disparó rápidamente contra Shakur, quien recibió cuatro impactos de bala, uno en el brazo, uno en el muslo, y dos en el pecho; una de las balas ingresó en su pulmón derecho. Los fragmentos impactaron a Knight en la cabeza. El guardaespaldas de Shakur, Frank Alexander, quien no estaba en el vehículo, había recibido la tarea, según él, de conducir el vehículo de la novia de Shakur, Kidada Jones.
Shakur fue llevado al Centro Médico Universitario del Sur de Nevada fuertemente sedado y puesto en soporte vital. Más tarde, para evitar reacciones involuntarias nocivas, fue sometido a un coma inducido por barbitúricos. En la tarde del 13 de septiembre de 1996, Shakur murió de una hemorragia interna en la unidad de cuidados intensivos. Fue declarado muerto a las 4:03 de la tarde. Las causas oficiales de su muerte fueron insuficiencia respiratoria y paro cardiopulmonar asociado a múltiples heridas de bala. El cuerpo de Shakur fue incinerado al día siguiente. Los miembros de Outlawz, teniendo presente una frase de su canción «Black Jesus» y sin estar seguros de que el intento del artista tuviera un significado literal, optaron por interpretar la solicitud en serio y fumaron algunas de las cenizas de su cuerpo tras mezclarlas con marihuana.
 

En 2011, a través de la Ley de Libertad de Información, los documentos del FBI revelaron su investigación de la Liga de Defensa Judía por hacer amenazas de muerte contra Shakur y otros raperos. En 2002, el periodista de investigación Chuck Philips informó en Los Angeles Times, tras un año de trabajo, que Anderson, un Southside Compton Crip que había sido atacado por el séquito de Suge y Shakur en el Hotel MGM luego del combate de boxeo, había sido el perpetrador de los disparos mortales; pero que la policía de Las Vegas lo había entrevistado una sola vez de forma breve, antes de su muerte en un tiroteo no relacionado. El artículo de Philips de 2002 también alega la participación de Christopher «The Notorious B.I.G.» Wallace y varios del bajo mundo criminal de Nueva York. Tanto Anderson como Wallace negaron su participación, mientras que Wallace ofreció una coartada confirmada. El periodista musical John Leland calificó la evidencia en el New York Times como «no concluyente». 

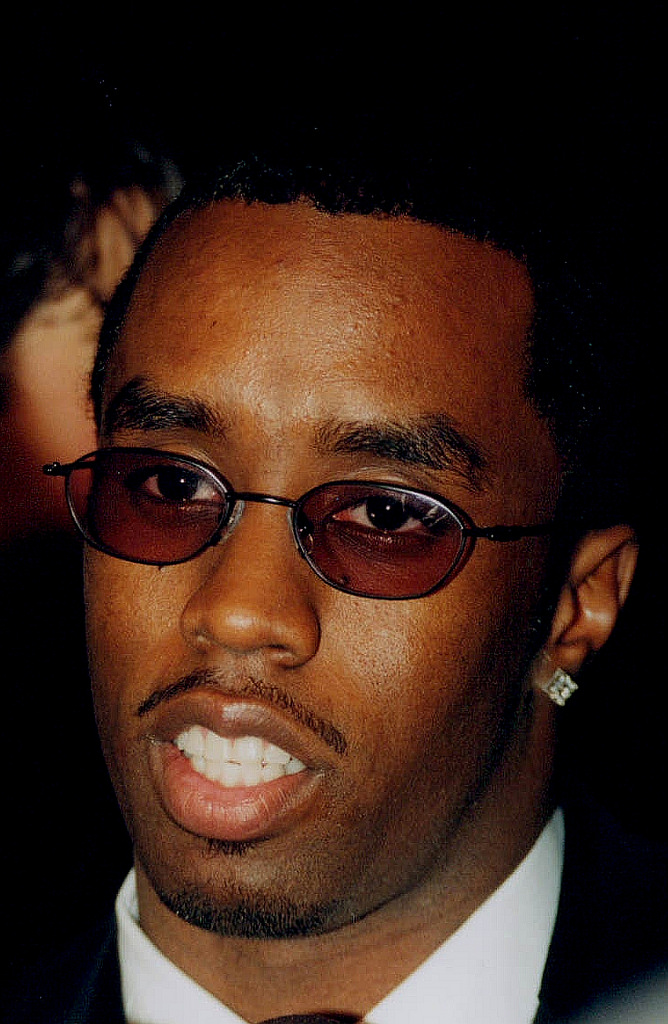
Puff Daddy CEO de Bad Boy Records, El detective retirado del Departamento de Policía de Los Ángeles, Greg Kading cree que Suge Knight contrató a Fouse “Poochie” para matar a Biggie y vengar la muerte de Tupac Shakur, a través de su novia, Theresa Swann. Kading alega que Shakur fue asesinado bajo las órdenes de Combs. Diddy quien negó que él hubieran participado en el tiroteo.

## Legado y memoria

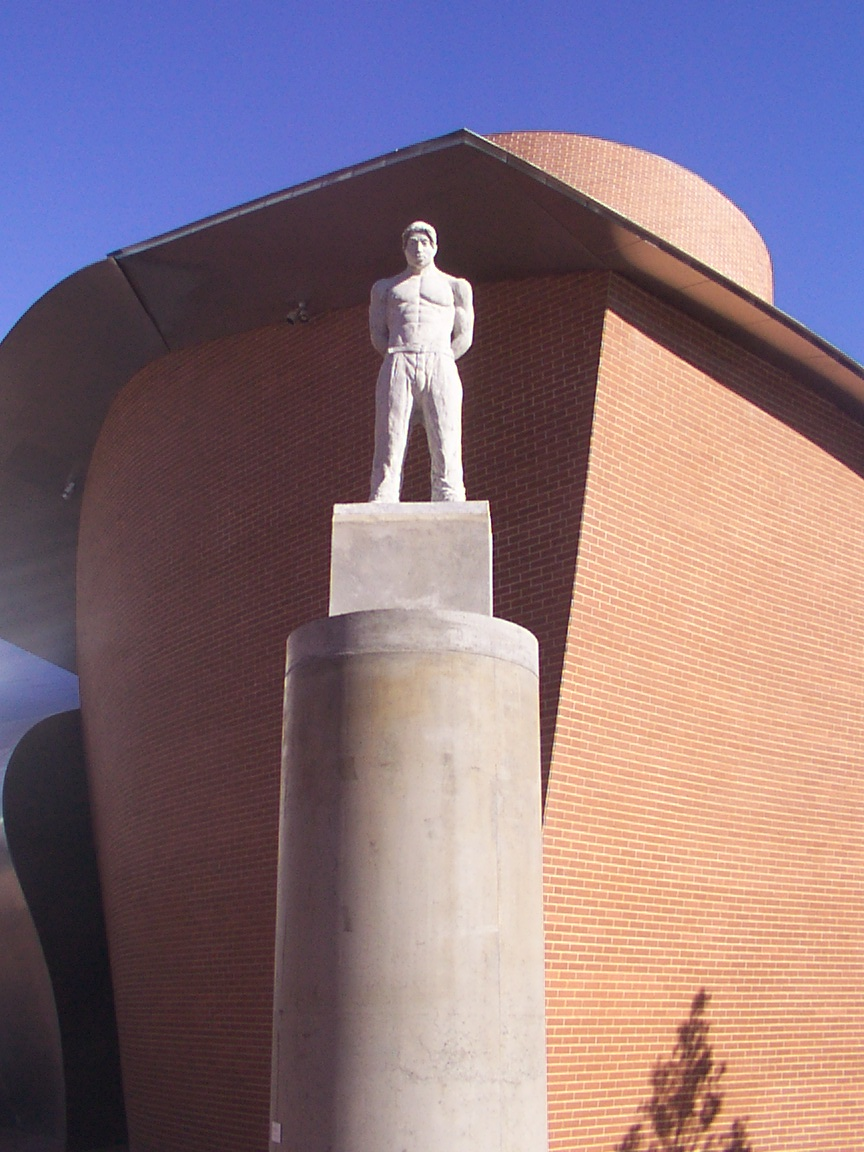
Estatua de Shakur en la entrada del museo MARTa, en Herford, Alemania.

En 2007, la revista de rap en línea AllHipHop celebró una mesa redonda donde, entre varios raperos de Nueva York, Cormega citó la experiencia de su gira con el dúo de rap de neoyorquino Mobb Deep, impartiendo una amplia evaluación: «Biggie dirigió Nueva York. 'Pac dirigió América». En 2010, el rapero neoyorquino 50 cent escribió la entrada sobre Tupac Shakur para la lista de los «100 mejores artistas» de la revista Rolling Stone, donde Shakur figura en el puesto 86, y evaluó: «Todo rapero que creció en los años noventa le debe algo a Tupac. No sonaba como nadie que haya venido antes que él». Dotdash, anteriormente About.com, aunque lo ubica en el quinto lugar entre los mejores raperos, señala: «Tupac Shakur es el artista de hip-hop más influyente de todos los tiempos. Incluso muerto, 2Pac sigue siendo una figura trascendental del rap». Sin embargo, para algunos, fue una «figura paterna» que, según el rapero YG, «te hace querer mejorar, en todos los niveles».
Según el periodista musical Chuck Philips, el artista fallecido «había ayudado a elevar el rap de una cruda moda callejera a una compleja forma de arte, preparando el escenario para el actual fenómeno global del hip-hop». Philips además escribe: «El asesinato silenció a una de las voces más elocuentes de la música moderna: un poeta del gueto cuyas historias de alienación urbana cautivaron a los jóvenes de todas las razas y orígenes». A través de los numerosos fanáticos que lo perciben como un mártir, pese a lo cuestionable de su conducta, Michael Eric Dyson admite que «disminuir al mártir abarata su uso».  Pero agrega: «Algunas, o incluso la mayoría de esas críticas pueden ser concedidas sin dañar el estatus de mártir de Tupac ante los ojos de aquellos que han sido decepcionados por los mártires más tradicionales». O más simplemente, sus escritos publicados póstumamente inspiraron al rapero YG a regresar a la escuela y a obtener su GED.

### Afeni Shakur

Monumento situado en la Fundación Tupac Amaru Shakur.

En 1997, la madre de Shakur fundó la Shakur Family Foundation —luego rebautizada como la Fundación Tupac Amaru Shakur, o TASF—, y fue lanzada con la misión declarada de «proporcionar capacitación y apoyo a los estudiantes que aspiran a mejorar sus talentos creativos». La TASF patrocina concursos de redacción, eventos de caridad, un campamento de artes escénicas para adolescentes y becas de pregrado. En junio de 2005, la TASF abrió el Centro de Artes Tupac Amaru Shakur, o TASCA, en Stone Mountain, Georgia, que funcionó hasta agosto de 2015. Afeni también es la narradora del documental Tupac: Resurrection, lanzado en noviembre de 2003 y nominado a Mejor Documental en los Premios Óscar de 2005. Entretanto, Forbes clasificó a Tupac Shakur en el décimo lugar entre las celebridades muertas con mayores ganancias de 2002, y Afeni Shakur lanzó la línea de ropa Makaveli Branded Clothing en 2003.

### Valoración académica
A finales de 1997, la Universidad de California en Berkeley ofreció el curso «Historia 98: Poesía e historia de Tupac Shakur» dirigido por un estudiante. Sin embargo, en abril de 2003, la Universidad de Harvard copatrocinó el simposio «All Eyez on Me: Tupac Shakur and the Search for the Modern Folk Hero» Todas las miradas sobre mí: Tupac Shakur y la búsqueda del héroe popular moderno. Los trabajos presentados cubren su amplia influencia desde el entretenimiento hasta la sociología. El erudito inglés Mark Anthony Neal lo calificó como un «Thug Nigga Intellectual», o «intelectual orgánico», y evaluó su muerte como un «vacío de liderazgo entre los artistas de hip-hop», puesto que esta «contradicción andante» ayuda, explicó Neal, a «hacer que un intelectual sea accesible para la gente común». Al rastrear el estatus mítico de Shakur, Murray Forman habló de él como un «O.G.» u «Ostensibly Gone» [Ostensiblemente desaparecido] entre los fanáticos, quienes han logrado «resucitar a Tupac como una fuerza de vida etérea» a través de medios digitales. El erudito musical Emmett Price lo calificó como un «héroe popular negro» y rastreó su personaje hasta los embaucadores del folclore negro estadounidense que, tras la abolición, evolucionaron hasta el «hombre malo» urbano. Sin embargo, en el «terrible sentido de urgencia» de Shakur, Price en cambio identificó una búsqueda de «unificar mente, cuerpo y espíritu».

### Lanzamientos multimedia
En 2005, Death Row lanzó el DVD, Tupac: Live at the House of Blues, su última presentación en vivo ocurrida el 4 de julio de 1996. En agosto de 2006, fue lanzada una «biografía interactiva» por Jamal Joseph, Tupac Shakur Legacy, con fotografías familiares inéditas, historias íntimas y más de veinte copias desprendibles de las letras de sus canciones escritas a mano, contratos, guiones, poesía y otros documentos. En 2006, se lanzó el álbum póstumo Pac's Life y, al igual que su precedente, estuvo entre los lanzamientos más populares de la industria discográfica. En 2008, su patrimonio ganó alrededor de US$15 millones.
En 2014, BET explicó que «su confusa mezcla de mujeriego, matón, revolucionario y poeta ha alterado para siempre nuestra percepción de cómo debe ser, sonar y actuar un rapero. Tanto en 50 Cent, Ja Rule, Lil Wayne, recién llegados como Freddie Gibbs e incluso en Biggie, su amigo convertido en rival, es fácil ver que Pac es el MC más copiado de todos los tiempos. Hay murales con su imagen en Nueva York, Brasil, Sierra Leona, Bulgaria y muchos otros lugares; incluso tiene estatuas en Atlanta y Alemania. En pocas palabras, ningún otro rapero ha captado la atención del mundo como lo hizo y lo sigue haciendo Tupac».
El 15 de abril de 2012, los raperos Snoop Dogg y Dr. Dre se presentaron junto a un holograma 2Pac en el Festival de Música de Coachella e interpretaron las canciones 2Pac «Hail Mary» y «2 of Amerikaz Most Wanted» como un trío parcialmente virtual. Se habló de una gira, pero Dre se negó. Por su parte, el álbum Greatest Hits, lanzado en 1998 y que en 2000 había salido de la lista de álbumes pop del Billboard 200, volvió a la lista y alcanzó el puesto 129, mientras que otros álbumes y sencillos de 2Pac también obtuvieron ganancias en ventas. Además, a principios de 2015, el Museo Grammy abrió una exposición dedicada a Tupac Shakur.

### Cine y teatro
En 2008, la obra de teatro Holler If Ya Hear Me, basada en las letras de Shakur, se presentó en Broadway, pero solo duró seis semanas entre los musicales más vendidos de Broadway en los últimos años. En diciembre de 2015, comenzó a filmarse en Atlanta una película biográfica de Tupac que estaba en desarrollo desde 2013: All Eyez on Me. Fue lanzada el 16 de junio de 2017 en concepto del cumpleaños número 46 de Tupac Shakur, aunque con críticas en general negativas. En agosto de 2019, se anunció una docuserie dirigida por Allen Hughes, Outlaw: The Saga of Afeni and Tupac Shakur.

### Premios y honores
En 2003, los televidentes de MTV votaron a 2Pac como el mejor MC. En 2005, la revista Vibe recibió la consulta de un usuario en sus tableros de mensajes en línea por el «Top 10 de los mejores de todos los tiempos». El personal de Vibe, entonces, «clasificando, promediando y gastando mucha energía», resolvió que «Tupac entra en primer lugar». En 2006, el personal de MTV lo colocó en segundo lugar. En 2012, la revista The Source lo ubicó en quinto lugar en su ranking de mejores los letristas de todos los tiempos. En 2010, Rolling Stone lo colocó en el puesto número 86 entre los «100 mejores artistas».
En 2007, el Salón de la Fama del Rock and Roll colocó a All Eyez on Me y Me Against the World en los puestos 90 y 170 de su selección de «200 álbumes definitivos»; una elección que por cierto ha molestado a algunos. En 2009, el Vaticano agregó la canción póstuma de 1998, «Changes», en su lista de reproducción en línea y recibió elogios. El 23 de junio de 2010, la Biblioteca del Congreso envió a «Dear Mama» al Registro Nacional de Grabación; por lo que es la tercera canción de rap, después de Grandmaster Flash y Public Enemy, que llegó allí.
En 2002, Tupac Shakur fue incluido en el Salón de la Fama del Hip-Hop. Dos años más tarde, el canal de televisión musical por cable, VH1, celebró su primer Hip Hop Honors, y fueron homenajeados: «2Pac, Run-DMC, DJ Hollywood, Kool Herc, KRS-One, Public Enemy, Rock Steady Crew, Sugarhill Pandilla». El 30 de diciembre de 2016, durante su primer año de elegibilidad, Tupac fue nominado para el Salón de la Fama del Rock and Roll, y el 7 de abril siguiente estuvo entre los cinco miembros.
En junio de 2023, recibió una estrella en el paseo de la fama de Hollywood.

## Discografía

### Álbumes
- 1991: 2Pacalypse Now
- 1993: Strictly 4 My N.I.G.G.A.Z.
- 1995: Me Against the World
- 1996: All Eyez on Me

### Álbumes póstumos
- 1996: The Don Killuminati: The 7 Day Theory (como Makaveli)
- 1997: R U Still Down? (Remember Me)
- 2001: Until the End of Time
- 2002: Better Dayz
- 2004: Loyal to the Game
- 2006: Pac's Life

### Álbumes en colaboración
- 1994: Thug Life: Volume 1 (con Thug Life)

### Álbumes póstumos en colaboración
- 1999: Still I Rise (con Outlawz)

## Filmografía
| Año  | Título                         | Papel                              | Notas                                                    |
| ---- | ------------------------------ | ---------------------------------- | -------------------------------------------------------- |
| 1991 | Nothing but Trouble            | Él mismo (en un contexto ficticio) | Breve aparición como parte del grupo Digital Underground |
| 1992 | Juice                          | Roland Bishop                      | Primer papel como protagonista                           |
| 1993 | Poetic Justice                 | Lucky                              | Coprotagonista con Janet Jackson                         |
| 1993 | A Different World              | Piccolo                            | Episodio: «Homie Don't Ya Know Me?»                      |
| 1993 | In Living Color                | Él mismo                           | Temporada 5, Episodio: 3                                 |
| 1994 | Above the Rim                  | Birdie                             | Coprotagonista con Duane Martin                          |
| 1995 | Murder Was the Case: The Movie | Sniper                             | Sin acreditar; segmento: «Natural Born Killaz»           |
| 1996 | Saturday Night Special         | Él mismo (anfitrión invitado)      | 1 episodio                                               |
| 1996 | Saturday Night Live            | Él mismo (invitado musical)        | 1 episodio                                               |
| 1996 | Bullet                         | Tank                               | Lanzada un mes después de la muerte de Shakur            |
| 1997 | Gridlock'd                     | Ezekiel Spoon Whitmore             | Lanzada cuatro meses después de la muerte de Shakur      |
| 1997 | Gang Related                   | Detective Jake Rodriguez           | La última actuación de Shakur en el cine.                |

### Programación biográfica

#### Documentales
La vida de Shakur ha sido explorada en varios documentales; cada uno de ellos intentando captar los muchos y diferentes eventos que tuvieron lugar durante su corta vida. El más notable ha sido Tupac: Resurrection, estrenado en 2003 y nominado a los Premios Óscar. 
- 1997: Tupac Shakur: Thug Immortal
- 1997: Tupac Shakur: Words Never Die (TV)
- 2001: Tupac Shakur: Before I Wake...
- 2001: Welcome to Deathrow
- 2002: Tupac Shakur: Thug Angel
- 2002: Biggie & Tupac
- 2002: Tha Westside
- 2003: 2Pac 4 Ever
- 2003: Tupac: Resurrection
- 2004: Tupac vs.
- 2004: Tupac: The Hip Hop Genius (TV)
- 2006: So Many Years, So Many Tears
- 2007: Tupac: Assassination
- 2009: Tupac: Assassination II: Reckoning
- 2010: 2Pac Shakur: Shakurspeare
- 2013: Lokotam Hildrid II
- 2015: Murder Rap: Inside the Biggie and Tupac Murders
- 2017: Who killed Tupac?
- 2017: Who Shot Biggie & Tupac?
- 2018: Unsolved: Murders of Biggie and Tupac?
- 2020: ¿Quién mató a Tupac? (TV: A&E)
- 2021: Historias Innecesarias | ¿Quién mató a Tupac? (History)

#### Presentaciones de archivo
| Año  | Título                 |
| ---- | ---------------------- |
| 2001 | Baby Boy               |
| 2003 | Tupac: Resurrection    |
| 2009 | Notorious              |
| 2015 | Straight Outta Compton |
| 2017 | All Eyez on Me         |

#### Representaciones en el cine
| Año  | Título                                   | Retratado por        | Notas                                          |
| ---- | ---------------------------------------- | -------------------- | ---------------------------------------------- |
| 2001 | Too Legit: The MC Hammer Story           | Lamont Bentley       | Película biográfica sobre MC Hammer            |
| 2009 | Notorious                                | Anthony Mackie       | Película biográfica sobre The Notorious B.I.G. |
| 2015 | Straight Outta Compton                   | Marcc Rose           | Película biográfica sobre N.W.A.               |
| 2016 | Surviving Compton: Dre, Suge & Michel'le | Adrian Arthur        | Película biográfica sobre Michel'le            |
| 2017 | All Eyez on Me                           | Demetrius Shipp, Jr. | Película biográfica sobre Tupac Shakur         |